# Cho Man-sik

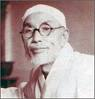
Cho Man-sik.

Cho Man-sik (* 1. Februar 1883; † 15. Oktober 1950) war ein koreanischer Politiker und Nationalistenführer.

## Leben
Als junger Mann schloss sich Cho Man-sik der koreanischen Sektion des Young Men’s Christian Association (YMCA) an. Später war er in leitenden Positionen in der Methodistischen Kirche Koreas tätig und wurde zu einem koreanischen Nationalisten im Widerstand gegen die Eingliederung Koreas in das Japanische Kaiserreich von 1905 (seit 1910 offiziell annektiert) bis 1945. Nach der Kapitulation Japans wurde Cho Man-sik zum Vorsitzenden der Koreanischen Demokratischen Partei gewählt. Die sowjetischen Besatzer des Nordteils der Koreanischen Halbinsel ernannten ihn im August 1945 zum Finanzminister der Volksregierung. Nach der Rückkehr des späteren nordkoreanischen Staatschefs Kim Il-sung im Oktober 1945 wurde Cho gemeinsam mit Kim Vorsitzender des Vorläufigen Volkskomitees.
Im Zuge der allmählichen Konsolidierung der kommunistischen Macht in Nordkorea wurde Cho Man-sik im Februar 1946 seiner Ämter enthoben und im Pjöngjanger Koryo Hotel unter Hausarrest gestellt. Dennoch arbeitete er weiter gegen die Kommunisten unter Kim Il-sung. 1950 wurde er auf Betreiben der nordkoreanischen Regierung zum Tode verurteilt und hingerichtet.
Die Repressionen gegen Cho Man-sik und seine spätere physische Beseitigung sind Teil des Prozesses der Errichtung der Alleinherrschaft Kim Il-sungs und seiner Partei in den ersten Jahren nach Ausrufung der nordkoreanischen Demokratischen Volksrepublik Korea.